# The Scarecrow (píseň)
„The Scarecrow“ (též „Scarecrow“) je skladba britské rockové skupiny Pink Floyd, která poprvé vyšla v červnu 1967 jako B strana singlu „See Emily Play“. V srpnu téhož roku byla vydána na debutovém albu Pink Floyd The Piper at the Gates of Dawn. Napsal ji tehdejší kytarista a zpěvák Syd Barrett, který ji též nazpíval.

## Kompozice
Text písně, označovaný též jako dětská naivistická poezie, obsahuje existencialistické téma, kde autor srovnává svoji vlastní existenci se strašákem (anglicky scarecrow) na poli, který, zatímco je stále smutnější, rezignuje na svůj osud.

## Živé a alternativní verze
Na koncertech hráli Pink Floyd tuto píseň pouze v roce 1967. První doložené vystoupení, kde zazněla, se konalo 12. května 1967 v londýnské Queen Elizabeth Hall v rámci představení Games for May. Druhý a poslední koncert s písní „The Scarecrow“ se uskutečnil 1. října 1967 v londýnském Saville Theatre. Vzhledem k nezachovaným setlistům koncertů těchto raných dob skupiny je možné, že ji Pink Floyd hráli častěji.
Původní verze písně pod názvem „Scarecrow“ a s délkou 2 minut a 11 sekund vyšla poprvé 16. června 1967 jako B strana britského singlu „See Emily Play“ (katalogové číslo: Columbia EMI DB 8214; v USA vyšel tento singl 22. července pod katalogovým číslem Tower 356). Dne 4. srpna téhož roku vyšla již jako „The Scarecrow“ na albu The Piper at the Gates of Dawn. Píseň byla též zařazena do kompilací The Best of the Pink Floyd (1970) a 1967: The First Three Singles (1997). Je obsažena také v několika box setech s celým albem The Piper at the Gates of Dawn a na bonusovém disku The Early Singles box setu Shine On (1992).

## Videoklipy
Původní barevný videoklip písně „The Scarecrow“ vznikl v první polovině července 1967 na suffolském venkově a zobrazuje skupinu v původním složení se Sydem Barrettem, která na pšeničných polích vyvádí bláznivé kousky a nosí si svého strašáka.
Druhý černobílý videoklip byl natočen pro belgickou televizi RTB v bruselském Parc de Laekan ve dnech 18. a 19. února 1968. Barretta již nahradil David Gilmour, playbackový zpěv na originální stopu s Barrettovým hlasem ale předstírá Roger Waters.

## Původní sestava
- Syd Barrett – kytara, zpěv
- Rick Wright – elektronické varhany
- Roger Waters – baskytara
- Nick Mason – perkuse